# PZM21
PZM21 ist ein experimenteller μ-Opioidrezeptor-Partialagonist, der schmerzlindernd wirkt. Seine Analgesiewirkung betrifft vorwiegend die affektive Komponente des Schmerzerlebens. Nach gegenwärtigem Kenntnisstand (2021) bietet er mit seinem Wirkungs- und Nebenwirkungsprofil keine wesentlichen Vorteile gegenüber herkömmlichen Opioidanalgetika. In Primaten zeigte sich der Wirkstoff weniger potent als viele klinisch gebräuchliche Opioide.
Im Jahre 2016 wurde PZM21 als ein auf einem neuen Chemotypus basierender vollsynthetischer μ-Opioidrezeptor-Agonist beschrieben, der sich durch ein außergewöhnlich günstiges Verhältnis von erwünschter schmerzstillender Wirkung versus typischer Opioidnebenwirkungen auszeichnen sollte. Zugeschrieben wurde dies einem hohen Maß an funktioneller Selektivität zugunsten der G-Protein-Kopplung gegenüber der Bindung von beta-Arrestin-2. Diese Forschungsergebnisse fanden ein begeistertes Medienecho. PZM21 ging hervor aus einem Hochdurchsatz-Docking mit strukturbasierter Affinitätsoptimierung einer ausgewählten Leitsubstanz.
Kontrolluntersuchungen kamen zu dem Schluss, dass PZM21 dem prototypischen Opioid Morphin in vielen wesentlichen Aspekten therapeutisch nicht überlegen und auch bezüglich des Reizdurchsatzes eine Sonderstellung nicht erkennbar ist. Die um die Jahrtausendwende lancierte These, dass ein hohes Bias in Bezug auf die vorstehend beschriebenen Signaltransduktionswege mit einer drastischen Verringerung der vielfältigen Nebenwirkungen einherginge, weckte hohe Erwartungen, die sich nicht erfüllt haben. Ein Experiment an Ratten stellte heraus, dass PZM21, anders als herkömmliche Opioidanalgetika, keine suchtfördernde Eigenschaft zeigte. Die Beobachtung einer lediglich moderaten Ausschüttung von Dopamin im Striatum und stärkerer Ausschüttung von Serotonin lassen dies erklärlich erscheinen. Demgegenüber fand eine Studie an Rhesusaffen bei intravenöser Gabe eine Selbstverabreichungsneigung im selben Maße wie für Oxycodon. Die analgetische Potenz des PZM21 betrug ein Zehntel des Oxycodons, während die Wirkdauer beider Wirkstoffe annähernd gleich war. Der Wirkstoff wird langsam zu inaktiven Metaboliten verstoffwechselt.
Die Synthese von PZM21 ist mit einem gewissen Aufwand verbunden. Ein Verfahren aus dem Jahr 2018 benötigt sieben Schritte und liefert 22,5 % Ausbeute.